# Kowalewszczyzna-Folwark
Kowalewszczyzna-Folwark – wieś w Polsce położona w województwie podlaskim, w powiecie wysokomazowieckim, w gminie Sokoły.
W latach 1975–1998 miejscowość administracyjnie należała do województwa łomżyńskiego.
Wierni kościoła rzymskokatolickiego należą do parafii Wniebowzięcia Najświętszej Maryi Panny w Waniewie.

## Historia
W roku 1921 było tu 17 budynków z przeznaczeniem mieszkalnym oraz 112 mieszkańców (60 mężczyzn i 52 kobiety). Narodowość polską podało 110 osób, a 2 inną.